# 예레반
예레반(아르메니아어: Երևան / Yerevan)은 아르메니아의 수도이자 가장 큰 도시이다. 또한 세계에서 가장 오래 인간이 살아온 도시 중 한 곳이다. 예리반(Erivan), 예레브니(Erebuni)라는 이름으로도 불렸었다. 흐라즈단강을 끼고 발달한 도시이며, 아라쿠스강의 지류가 시내를 흐른다. 예레반은 아르메니아의 행정, 문화, 산업의 중심지이다. 기계 제조나 금속업, 포도주, 브랜디 제조, 담배 제조업이 발달해 있다. 1918년 이래 아르메니아의 수도가 되었으며, 아르메니아의 역사상 열세 번째 수도이다. 2011년 인구조사 결과, 예레반은 106만 0138명의 인구를 포용하며, 이는 아르메니아 공화국 인구의 35%에 해당한다.

## 역사
예레반의 역사는 기원전 8세기경으로 거슬러 올라간다. 기원전 782년 우라르투의 아르기시티 1세에 의해 아라라트 평원의 서쪽 끝에 예레브니가 세워졌다. 예레반은 유럽과 인도를 연결하는 교역로의 중계지로서 번창했다. 15세기 이후 오스만 제국과 페르시아 제국(사파비 왕조)의 각축지가 되었다. 1827년에 러시아 제국에 의해 점령되었다. 20세기 초엽에 예레반은 인구 3만 명의 소도시였다. 1918년 5월 28일 아르메니아 민주 공화국이 선언되면서 그 수도가 되었다. 그러나 1920년 11월 29일 붉은 군대(赤軍) 제 11군에 함락되었고 소비에트 연방 아르메니아 공화국의 수도가 되었다. 예레반은 도시계획이 적용된 소련의 도시들 중 첫 번째가 되었다. 1991년 독립과 함께 아르메니아 공화국의 수도가 되었다.

## 산업
화학공업(인조고무·타이어·플라스틱), 전기기계(터빈·발전기), 공작기, 기구(機具), 알루미늄제조 등의 공업이 성하다.

## 교통

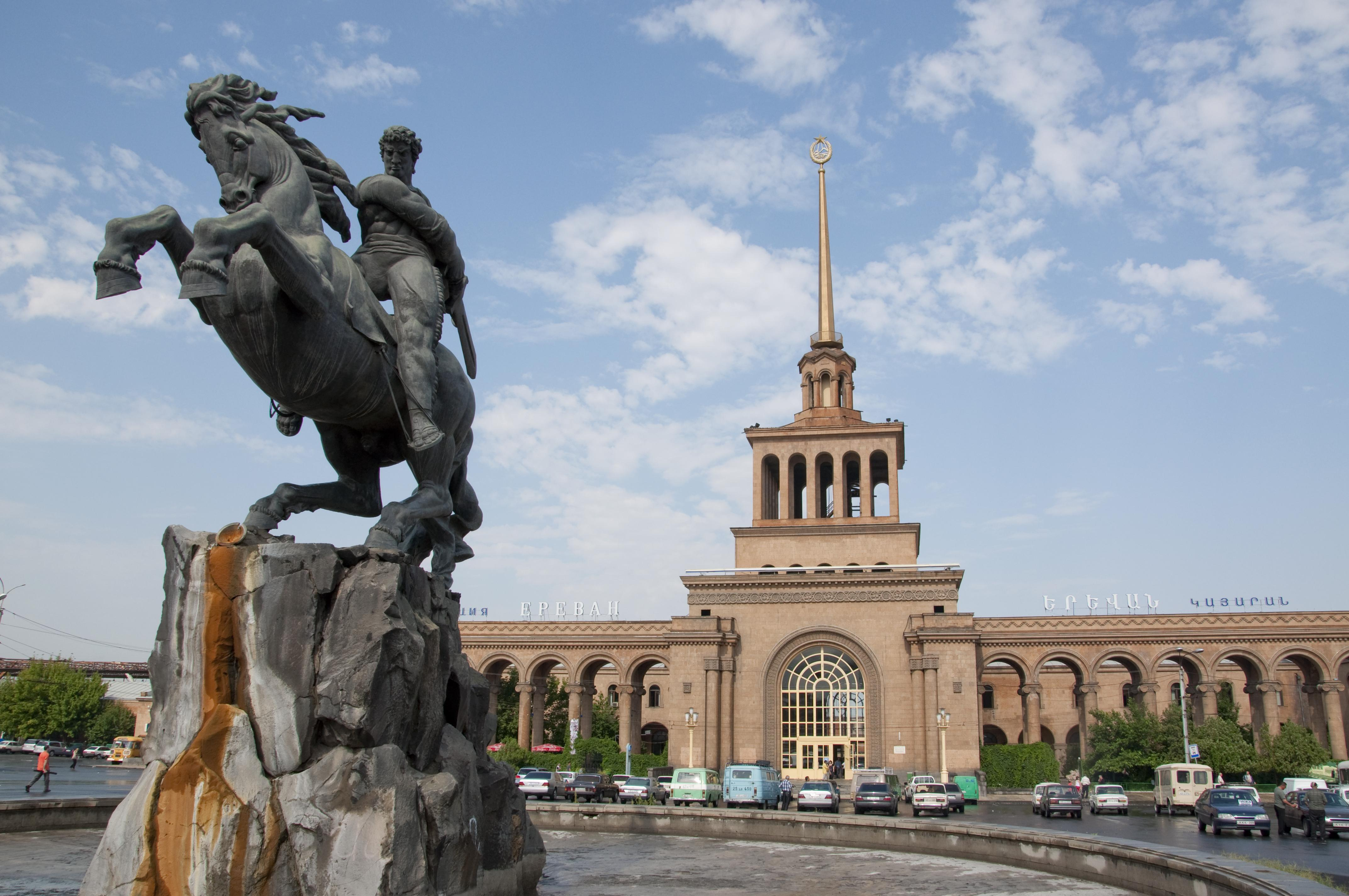
사순의 다비트 동상을 앞에 둔 예레반 역

국제공항으로는 1961년 처음 건설된 즈바르트노츠 국제공항이 있다. 대중교통으로는 46개 버스노선과 24개 트롤리버스 노선이 있다. 예레반의 트롤리버스는 1949년부터 운행되어 오고 있다. 노면전차는 1906년 처음 운행하였으나, 수익성이 낮아 2003년 폐선되었다. 카렌 데미르치얀의 이름을 딴 예레반 지하철(아르메니아어: Կարեն Դեմիրճյանի անվան Երևանի մետրոպոլիտեն կայարան)는 1981년 처음 개통되었으며, 1개 노선에 13.4km의 길이를 가지고 10개 역이 존재한다. 복도에 샹들리에가 걸려 있는 등의 내장(內裝)은 소련의 전형적인 지하철이다. 아르메니아의 독립 이후 역 이름의 상당수가 바뀌었다.
철도 교통으로는 1개의 중앙역이 있다(다른 역들은 1990년 이후 운용정지). 지하철의 사순치 다비트 역을 통해 연결된다. 터키와 아제르바이잔 방면으로는 갈 수 없기 때문에, 조지아로 가는 국제열차가 이틀에 한 번 운행될 뿐이다. 이란으로 가는 국제열차는 아제르바이잔령 나히체반을 통과해야 하기 때문에 운행할 수 없다. 아르메니아와 이란을 잇는 철도 노선은 현재 계획 중이다.

## 기후
| 예레반의 기후                                                    | 예레반의 기후 | 예레반의 기후 | 예레반의 기후 | 예레반의 기후 | 예레반의 기후 | 예레반의 기후 | 예레반의 기후 | 예레반의 기후 | 예레반의 기후 | 예레반의 기후 | 예레반의 기후 | 예레반의 기후 | 예레반의 기후 |
| 월                                                               | 1월           | 2월           | 3월           | 4월           | 5월           | 6월           | 7월           | 8월           | 9월           | 10월          | 11월          | 12월          | 연간          |
| ---------------------------------------------------------------- | ------------- | ------------- | ------------- | ------------- | ------------- | ------------- | ------------- | ------------- | ------------- | ------------- | ------------- | ------------- | ------------- |
| 역대 최고 기온 °C (°F)                                           | 19.5 (67.1)   | 19.6 (67.3)   | 27.6 (81.7)   | 35.0 (95.0)   | 36.1 (97.0)   | 41.1 (106.0)  | 43.7 (110.7)  | 42.0 (107.6)  | 40.0 (104.0)  | 34.1 (93.4)   | 26.0 (78.8)   | 21.0 (69.8)   | 43.7 (110.7)  |
| 일평균 최고 기온 °C (°F)                                         | 1.7 (35.1)    | 6.3 (43.3)    | 13.7 (56.7)   | 19.8 (67.6)   | 25.1 (77.2)   | 30.9 (87.6)   | 34.5 (94.1)   | 34.4 (93.9)   | 29.2 (84.6)   | 21.6 (70.9)   | 12.8 (55.0)   | 4.2 (39.6)    | 19.5 (67.1)   |
| 일일 평균 기온 °C (°F)                                           | −3.5 (25.7)   | 0.0 (32.0)    | 7.0 (44.6)    | 12.9 (55.2)   | 17.7 (63.9)   | 23.1 (73.6)   | 26.8 (80.2)   | 26.7 (80.1)   | 21.4 (70.5)   | 14.0 (57.2)   | 5.8 (42.4)    | −0.8 (30.6)   | 12.6 (54.7)   |
| 일평균 최저 기온 °C (°F)                                         | −7.8 (18.0)   | −5.4 (22.3)   | 0.9 (33.6)    | 6.4 (43.5)    | 10.8 (51.4)   | 15.1 (59.2)   | 19.1 (66.4)   | 18.9 (66.0)   | 13.2 (55.8)   | 7.1 (44.8)    | 0.1 (32.2)    | −4.9 (23.2)   | 6.1 (43.0)    |
| 역대 최저 기온 °C (°F)                                           | −27.6 (−17.7) | −26 (−15)     | −19.1 (−2.4)  | −10.9 (12.4)  | −0.6 (30.9)   | 3.7 (38.7)    | 7.5 (45.5)    | 7.9 (46.2)    | 0.1 (32.2)    | −6.5 (20.3)   | −14.7 (5.5)   | −28.3 (−18.9) | −28.3 (−18.9) |
| 평균 강수량 mm (인치)                                            | 21 (0.8)      | 21 (0.8)      | 60 (2.4)      | 56 (2.2)      | 47 (1.9)      | 24 (0.9)      | 17 (0.7)      | 10 (0.4)      | 10 (0.4)      | 51 (2.0)      | 25 (1.0)      | 21 (0.8)      | 363 (14.3)    |
| 평균 강수일수 (≥ 1.0 mm)                                         | 4.9           | 4.3           | 6.2           | 8.2           | 9.3           | 5.7           | 3             | 2.4           | 2.4           | 5.1           | 4.4           | 5             | 60.9          |
| 평균 강우일수                                                    | 2             | 4             | 8             | 12            | 12            | 8             | 5             | 4             | 4             | 8             | 7             | 4             | 78            |
| 평균 강설일수                                                    | 7             | 7             | 2             | 0.2           | 0             | 0             | 0             | 0             | 0             | 0.1           | 1             | 5             | 22            |
| 평균 상대 습도 (%)                                               | 75.0          | 67.6          | 58.3          | 55.5          | 54.6          | 46.0          | 42.9          | 41.1          | 45.7          | 57.8          | 68.6          | 77.0          | 57.2          |
| 평균 월간 일조시간                                               | 104.5         | 136.8         | 186.5         | 206.5         | 267.1         | 326.6         | 353.9         | 333.7         | 291.5         | 217.0         | 159.9         | 91.0          | 2,675         |
| 출처 1: Pogoda.ru.net (평년값: 1991년~2020년, 극값: 1885년~현재) |               |               |               |               |               |               |               |               |               |               |               |               |               |
| 출처 2: 미국 해양대기청 (일조시간, 상대습도, 강수일수)           |               |               |               |               |               |               |               |               |               |               |               |               |               |

## 예레반의 축구 클럽
예레반에는 FC 퓨니크 등 많은 축구 클럽이 있다.

## 우호 협약 도시
- 이탈리아 피렌체
- 이탈리아 카라라
- 이란 이스파한
- 우크라이나 키이우
- 우크라이나 오데사
- 조지아 트빌리시
- 마다가스카르 안타나나리보
- 벨라루스 민스크
- 그리스 아테네
- 레바논 베이루트
- 슬로바키아 브라티슬라바
- 몰도바 키시너우
- 시리아 다마스쿠스
- 캐나다 몬트리올
- 몬테네그로 포드고리차
- 브라질 상파울루
- 미국 케임브리지
- 미국 캘리포니아주 로스앤젤레스
- 프랑스 리옹
- 프랑스 마르세유
- 러시아 볼고그라드
- 러시아 모스크바
- 러시아 스타브로폴
- 러시아 로스토프나도누
- 러시아 상트페테르부르크